# Giro del Piemonte 1936
Il Giro del Piemonte 1936, ventisettesima edizione della corsa, si svolse il 28 giugno 1936 su un percorso di 254,3 km con partenza e arrivo a Torino. Fu vinto dall'italiano Aldo Bini, che completò il percorso in 7h30'22" precedendo in volata i connazionali Giuseppe Olmo e Giovanni Cazzulani. Conclusero la prova 45 dei 78 ciclisti al via.
Riservato a ciclisti di I e II categoria (professionisti e indipendenti), fu valido come terza delle cinque prove del Campionato italiano 1936.

## Percorso
Dopo il via dal Lingotto di Torino, il percorso di gara volse subito verso sud, attraversando Carmagnola e Racconigi, per giungere a Cuneo (km 78,9); da qui volse verso l'Astigiano, passando per Narzole, Alba (km 144,3) e Costigliole, con il transito ad Asti al km 182,7. L'ultima parte di gara portò quindi i ciclisti a Villafranca, Castelnuovo Don Bosco, sul valico della Rezza e quindi a Gassino Torinese e di nuovo nel capoluogo regionale, con il traguardo posto al Motovelodromo dopo 254,3 km di corsa.

## Ordine d'arrivo (Top 10)
| Pos. | Corridore          | Squadra          | Tempo    |
| ---- | ------------------ | ---------------- | -------- |
| 1    | Aldo Bini          | Bianchi          | 7h30'22" |
| 2    | Giuseppe Olmo      | Bianchi          | s.t.     |
| 3    | Giovanni Cazzulani | Gloria           | s.t.     |
| 4    | Olimpio Bizzi      | Fréjus           | s.t.     |
| 5    | Pietro Rimoldi     | Ganna            | s.t.     |
| 6    | Ambrogio Morelli   | Ganna            | s.t.     |
| 7    | Giovanni Gotti     | Legnano          | s.t.     |
| 8    | Osvaldo Bailo      | Legnano          | s.t.     |
| 9    | Domenico Oggero    | Gloria           | s.t.     |
| 10   | Aurelio Scazzola   | U.S. Alessandria | s.t.     |